# 石塚経雄
石塚 経雄（いしづか つねお、1913年1月12日 - 1992年11月25日）は、日本の哲学研究者。
徳島県生まれ。1938年東京文理科大学哲学科卒。1975年「実存的人格主義と弁証法的自己否定の倫理 N・ベルジャーエフを巡って」で東京教育大学文学博士。静岡大学教養部助教授、65年教授。71年同附属図書館長、76年定年退官、名誉教授、浜松短期大学教授、学長。

## 著書
- 『自由への主体的倫理』明玄書房 1967
- 『ベルジャーエフ研究 実存的人格主義と弁証法的自己否定の倫理』明玄書房 1974
- 『無の自由から真の自由へ』大明堂 1990
- 『続・無の自由から真の自由へ』大明堂 1991
- 『続・続・無の自由から真の自由へ』大明堂 1994

翻訳
- ニコライ・ベルヂャエフ『新しい時代の転機に立ちて 現代世界の危機とロシヤの使命』理想社 1957

記念論文集
- 『哲学と教育の根底 石塚経雄博士古稀記念論文集』渡辺安夫編 理想社 1983

## 論文
- ＜石塚経雄